# Чемпионат Китая по футболу 2020
Чемпиона́т Кита́я по футбо́лу 2020 или Пин Ань Суперлига Китайской футбольной ассоциации 2020 (кит. упр. 2020中国平安中国足球协会超级联赛) — 17-й сезон после основания китайской Суперлиги. Титульным спонсором чемпионата является компания «Ping An Insurance». Защищал чемпионский титул клуб «Гуанчжоу Эвергранд», который стал чемпионом в розыгрыше 2019 года.
Сезон должен был начаться 22 февраля и закончиться 31 октября 2020 года, но из-за пандемии COVID-19 был перенесён. 1 июля 2020 года Китайская футбольная ассоциация заявила, что сезон будет возобновлен 25 июля 2020 года в ином формате. 16 команд будут разделены на две группы и сыграют матчи в двух городах — Даляне и Сучжоу.

## Изменения в составе Суперлиги
Клубы, получившие повышение в классе из первой лиги сезона 2019 года
- Циндао Хайню
- Шицзячжуан Эвер Брайт

Клубы, потерявшие право выступать в Суперлиге и отправленные в первую лигу сезона 2020 года
- Бэйцзин Жэньхэ

Клубы, прекратившие существования
- Тяньцзинь Тяньхай[7]

### Изменение названия клубов
- В январе 2020 года клуб «Далянь Ифан» сменил название на «ФК Далянь Про».[8]

## Клубы
| Команда                    | Главный тренер          | Город      | Стадион                                    | Вместимость | Сезон 2019 |
| -------------------------- | ----------------------- | ---------- | ------------------------------------------ | ----------- | ---------- |
| Гуанчжоу Эвергранд ТаобаоЧ | Фабио Каннаваро         | Гуанчжоу   | Тяньхэ                                     | 54,856      | 1-е        |
| Бэйцзин Синобо Гоань       | Бруно Женезьо           | Пекин      | Пролетарий                                 | 66,161      | 2-е        |
| Шанхай СИПГ                | Витор Перейра           | Шанхай     | Спортивный центр Юаньшэнь                  | 16,000      | 3-е        |
| Цзянсу Сунин               | Космин Олэрою           | Нанкин     | Нанкинский центр олимпийских видов спорта  | 61,443      | 4-е        |
| Шаньдун Лунэн Тайшань      | Ли Сяопэн               | Цзинань    | Цзинаньский центр олимпийских видов спорта | 56,808      | 5-е        |
| Ухань Чжоэр Л1             | Хосе Гонсалес           | Ухань      | Спортивный центр Дунсиху                   | 30,000      | 6-е        |
| Тяньцзинь Тэда             | Ули Штилике             | Тяньцзинь  | Капля воды                                 | 54,696      | 7-е        |
| Хэнань Цзянье              | Ян Цзи (и.о)            | Чжэнчжоу   | Ханхай                                     | 29,860      | 8-е        |
| Далянь Про                 | Рафаэль Бенитес         | Далянь     | Спортивный центр Даляня                    | 60,832      | 9-е        |
| Чунцин Дандай Лифань       | Чан Во-Рён              | Чунцин     | Центр олимпийских видов спорта Чунцина     | 58,680      | 10-е       |
| Хэбэй Чайна Форчун         | Се Фэн                  | Ланфан     | Стадион Ланфан                             | 30,040      | 11-е       |
| Гуанчжоу R&F               | Джованни Ван Бронкхорст | Гуанчжоу   | Юэсюшань                                   | 18,000      | 12-е       |
| Шанхай Гринлэнд Шеньхуа    | Чхве Ган Хи             | Шанхай     | Хункоу                                     | 33,060      | 13-е       |
| Циндао Хайню Л1            | Пабло Мачин             | Циндао     | Циндао Консон                              | 45,000      | Л1, 1-е    |
| Шицзячжуан Эвер Брайт Л1   | Афшин Готби             | Шицзячжуан | Олимпийский спортивный центр (Хэбэй)       | 60,000      | Л1, 2-е    |
| Шэньчжэнь                  | Роберто Донадони        | Шэньчжэнь  | Шэньчжэньский центр универсиады            | 60,334      | 15-е       |

### Тренерские изменения
| Клуб                 | Ушедший тренер     | Причина ухода           | Должность вакантна | Место в таблице    | Новый тренер            | Дата назначения |
| -------------------- | ------------------ | ----------------------- | ------------------ | ------------------ | ----------------------- | --------------- |
| Чунцин Дандай Лифань | Йорди Кройф        | Соглашение сторон       | 14 декабря 2019    | Межсезонный период | Чан Во-Рён              | 18 декабря 2019 |
| Ухань Чжоэр          | Ли Те              | Возглавил Сборную Китая | 2 января 2020      | Межсезонный период | Хосе Гонсалес           | 4 января 2020   |
| Гуанчжоу R&F         | Драган Стойкович   | Соглашение сторон       | 3 января 2020      | Межсезонный период | Джованни Ван Бронкхорст | 4 января 2020   |
| Циндао Хайню         | Хуан Мануэль Лильо | Соглашение сторон       | 5 июня 2020        | Межсезонный период | Пабло Мачин             | 22 июля 2020    |
| Хэнань Цзянье        | Ван Баошань        | Соглашение сторон       | 6 июля 2020        | Межсезонный период | Ян Цзи (и.о)            | 9 июля 2020     |

## Иностранные игроки
Количество иностранных игроков (за исключением вратарей), которые клубы могут зарегистрировать в течение сезона, увеличено с шести до семи, а количество иностранных игроков, разрешенных для участия в матчах, также увеличено с четырех до пяти. Таким образом максимум пять иностранных игроков могут быть зарегистрированы для каждого матча, максимум четыре могут находиться на поле одновременно в течение матча.
Каждый клуб может зарегистрировать одного игрока китайского происхождения из Гонконга, Макао или Тайваня (за исключением вратарей), при условии, что он впервые был зарегистрирован в качестве одного из профессиональных футболистов от одной из этих трех ассоциаций.
Нет ограничений в регистрации натурализованных игроков. Нет никаких ограничений в выставлении натурализованных игроков китайского происхождения. Тем не менее, только один натурализованный игрок не китайского происхождения может быть выставлен как нативный игрок, в то время как другие натурализованные игроки не китайского происхождения будут засчитаны как иностранный игрок.
| Клуб                      | Игрок 1           | Игрок 2         | Игрок 3            | Игрок 4           | Игрок 5          | Натурализованные игроки                                | Игроки из Гонконга, Макао или Тайваня | Запасные игроки | Бывшие игроки |
| ------------------------- | ----------------- | --------------- | ------------------ | ----------------- | ---------------- | ------------------------------------------------------ | ------------------------------------- | --------------- | ------------- |
| Бэйцзин Синобо Гоань      | Ренато Аугусто    | Фернандо        | Седрик Бакамбу     | Хонатан Виера     | Ким Мин Джэ      | → Алан → Николас Йеннарис → Йон Хоу Сетер              |                                       |                 |               |
| Чунцин Дандай Лифань      | Марсело Сирино    | Фернандиньо     | Алан Кардек        | Марсиньо          | Адриан Межеевски |                                                        |                                       |                 |               |
| Далянь Про                | Эммануэль Боатенг | Марек Гамшик    | Маркус Даниэльссон | Сэм Ларссон       | Саломон Рондон   |                                                        |                                       |                 |               |
| Гуанчжоу Эвергранд Таобао | Паулиньо          | Талиска         | Пак Чиcу           |                   |                  | → Алоисио → Элкесон → Фернандо Энрике → Тайас Браунинг |                                       |                 |               |
| Гуанчжоу R&F              | Мусса Дембеле     | Ренатиньо       | Диа Саба           | Эран Захави       | Душко Тошич      |                                                        | Тан Чэнь Лок                          |                 |               |
| Хэбэй Чайна Форчун        | Самир Мемишевич   | Маркан          | Паулиньо           | Буйя Турей        |                  | → Рикардо Гуларт                                       |                                       | Аюб Эль-Кааби   |               |
| Хэнань Цзянье             | Энрике Дорадо     | Иво             | Фернандо Каранга   | Кристиан Бассогог | Ким Сон Хван     |                                                        | Тим Чоу                               |                 |               |
| Цзянсу Сунин              | Миранда           | Алекс Тейшейра  | Иван Сантини       | Мубарак Вакасо    | Эдер             |                                                        |                                       |                 |               |
| Циндао Хайню              | Клео              | Джозеф Минала   | Ромен Алессандрини | Ягош Вукович      |                  |                                                        | Яки Йен                               |                 |               |
| Шаньдун Лунэн Тайшань     | Маруан Феллайни   | Леонардо        | Мойзес             | Тамаш Кадар       | Грациано Пелле   |                                                        |                                       | Рожер Гедес     |               |
| Шанхай Гринлэнд Шеньхуа   | Стефан Мбиа       | Джованни Морено | Стефан Эль-Шаарави | Одион Игало       | Ким Син Ук       | → Александр Н’Думбу                                    |                                       |                 |               |
| Шанхай СИПГ               | Марко Арнаутович  | Халк            | Рикардо Лопес      | Оскар             | Одил Ахмедов     |                                                        |                                       |                 |               |
| Шэньчжэнь                 | Тьеви Бифума      | Джон Мэри       | Арольд Пресиадо    | Уле Сельнес       | Сун Цзюнь        |                                                        | Дай Вай Цун                           | Блерим Джемайли |               |
| Шицзячжуан Эвер Брайт     | Матеус            | Мурики          | Ромуло             | Оскар Мариту      | Стофира Сунзу    |                                                        |                                       |                 |               |
| Тяньцзинь Тэда            | Жонатан           | Сандро Лима     | Феликс Баштианс    | Франк Ачимпонг    |                  |                                                        |                                       |                 |               |
| Ухань Залл                | Лео Баптистан     | Рафаэль Силва   | Жан Эврард Куасси  | Эдди Гнахоре      | Даниэл Каррису   |                                                        |                                       |                 |               |

## Регулярный сезон

### Группа A

#### Стадионы
- Спортивный центр Даляня
- Молодёжная футбольная тренировочная база Далянь
- Цзиньчжоу
- Пьюэн (запасной)

#### Таблица лиги
| Поз | Команда            | И  | В  | Н | П  | МЗ | МП | РМ  | О  | Квалификация или выбывание |
| --- | ------------------ | -- | -- | - | -- | -- | -- | --- | -- | -------------------------- |
| 1   | Гуанчжоу Эвергранд | 14 | 11 | 1 | 2  | 32 | 12 | +20 | 34 | Борьба за чемпионство      |
| 2   | Цзянсу Сунин       | 14 | 7  | 5 | 2  | 23 | 15 | +8  | 26 | Борьба за чемпионство      |
| 3   | Шаньдун Лунэн      | 14 | 7  | 3 | 4  | 19 | 11 | +8  | 24 | Борьба за чемпионство      |
| 4   | Шанхай Шэньхуа     | 14 | 5  | 6 | 3  | 16 | 15 | +1  | 21 | Борьба за чемпионство      |
| 5   | Шэньчжэнь          | 14 | 5  | 2 | 7  | 20 | 20 | 0   | 17 | Борьба за выживание        |
| 6   | Гуанчжоу Фули      | 14 | 4  | 3 | 7  | 14 | 28 | −14 | 15 | Борьба за выживание        |
| 7   | Далянь Про         | 14 | 2  | 5 | 7  | 18 | 22 | −4  | 11 | Борьба за выживание        |
| 8   | Хэнань Цзянье      | 14 | 1  | 3 | 10 | 14 | 33 | −19 | 6  | Борьба за выживание        |

- По ходу сезона: 1) Очки; 2) Разница голов; 3) Забитые голы.
- После сезона: 1) Очки; 2) Очки в очных встречах; 3) Пропущенные голы в личных встречах; 4) Забитые голы в личных встречах; 5) Соотношение очков резервной и молодёжной лиги[11].

#### Результаты матчей
| Дома \ На выезде   | DLY | GZE | GZF | HN  | JSS | SD  | SGS | SZ  |
| ------------------ | --- | --- | --- | --- | --- | --- | --- | --- |
| Далянь Про         | —   | 2:2 | 0:1 | 1:1 | 1:1 | 2:3 | 1:1 | 1:3 |
| Гуанчжоу Эвергранд | 1:0 | —   | 2:1 | 2:1 | 2:1 | 0:1 | 2:0 | 2:0 |
| Гуанчжоу Фули      | 1:0 | 0:5 | —   | 3:1 | 0:2 | 1:5 | 0:2 | 0:2 |
| Хэнань Цзянье      | 0:4 | 1:3 | 1:1 | —   | 3:4 | 0:2 | 0:0 | 1:3 |
| Цзянсу Сунин       | 2:1 | 2:1 | 3:3 | 5:2 | —   | 0:0 | 0:1 | 1:1 |
| Шаньдун Лунэн      | 0:1 | 1:2 | 0:0 | 2:1 | 0:1 | —   | 0:1 | 2:0 |
| Шанхай Шэньхуа     | 2:2 | 1:4 | 2:3 | 2:0 | 0:0 | 1:1 | —   | 3:2 |
| Шэньчжэнь          | 3:2 | 1:3 | 3:0 | 1:2 | 0:1 | 1:2 | 0:0 | —   |

#### Позиция после тура
| Команда ╲ Раунд | 1                  | 2 | 3 | 4 | 5 | 6 | 7 | 8 | 9 | 10 | 11 | 12 | 13 | 14 |   |
| --------------- | ------------------ | - | - | - | - | - | - | - | - | -- | -- | -- | -- | -- | - |
| Команда ╲ Раунд | Гуанчжоу Эвергранд | 2 | 1 | 1 | 2 | 1 | 1 | 1 | 1 | 1  | 1  | 1  | 1  | 1  | 1 |
| Цзянсу Сунин    | 3                  | 2 | 2 | 1 | 2 | 3 | 3 | 3 | 2 | 2  | 2  | 2  | 3  | 2  |   |
| Шаньдун Лунэн   | 4                  | 3 | 4 | 3 | 3 | 2 | 2 | 2 | 3 | 3  | 3  | 3  | 2  | 3  |   |
| Шанхай Шэньхуа  | 7                  | 5 | 3 | 4 | 4 | 4 | 4 | 4 | 4 | 4  | 5  | 4  | 4  | 4  |   |
| Шэньчжэнь       | 1                  | 4 | 5 | 6 | 7 | 6 | 6 | 5 | 5 | 5  | 4  | 5  | 5  | 5  |   |
| Гуанчжоу Фули   | 8                  | 8 | 8 | 8 | 6 | 5 | 5 | 6 | 7 | 7  | 7  | 6  | 6  | 6  |   |
| Далянь Про      | 6                  | 7 | 7 | 7 | 8 | 8 | 8 | 7 | 6 | 6  | 6  | 7  | 7  | 7  |   |
| Хэнань Цзянье   | 5                  | 6 | 6 | 5 | 5 | 7 | 7 | 8 | 8 | 8  | 8  | 8  | 8  | 8  |   |

#### Результаты по турам
| Команда ╲ Раунд    | 1          | 2 | 3 | 4 | 5 | 6 | 7 | 8 | 9 | 10 | 11 | 12 | 13 | 14 |  |
| ------------------ | ---------- | - | - | - | - | - | - | - | - | -- | -- | -- | -- | -- |  |
| Команда ╲ Раунд    | Далянь Про | П | Н | П | Н | П | П | Н | В | В  | Н  |    |    |    |  |
| Гуанчжоу Эвергранд | В          | В | В | П | В | В | Н | В | В | В  |    |    |    |    |  |
| Гуанчжоу Фули      | П          | П | Н | П | В | В | П | П | П | В  |    |    |    |    |  |
| Хэнань Цзянье      | П          | Н | Н | В | П | П | Н | П | П | П  |    |    |    |    |  |
| Цзянсу Сунин       | В          | Н | В | В | П | П | Н | В | В | Н  |    |    |    |    |  |
| Шаньдун Лунэн      | В          | Н | П | В | В | В | В | П | П | Н  |    |    |    |    |  |
| Шанхай Шэньхуа     | П          | В | В | Н | В | П | Н | П | Н | Н  |    |    |    |    |  |
| Шэньчжэнь          | В          | П | П | П | П | В | Н | В | Н | П  |    |    |    |    |  |

### Группа B

#### Стадионы
- Куньшань
- Олимпийский спортивный центр Сучжоу
- Спортивный центр Сучжоу
- Чаншу (запасной)

#### Таблица лиги
| Поз | Команда               | И  | В  | Н | П  | МЗ | МП | РМ  | О  | Квалификация или выбывание |
| --- | --------------------- | -- | -- | - | -- | -- | -- | --- | -- | -------------------------- |
| 1   | Шанхай СИПГ           | 14 | 10 | 2 | 2  | 26 | 11 | +15 | 32 | Борьба за чемпионство      |
| 2   | Бэйцзин Гоань         | 14 | 8  | 4 | 2  | 36 | 19 | +17 | 28 | Борьба за чемпионство      |
| 3   | Чунцин Лифань         | 14 | 7  | 3 | 4  | 22 | 19 | +3  | 24 | Борьба за чемпионство      |
| 4   | Хэбэй Чайна Форчун    | 14 | 7  | 3 | 4  | 25 | 23 | +2  | 24 | Борьба за чемпионство      |
| 5   | Ухань Чжоэр           | 14 | 5  | 2 | 7  | 16 | 16 | 0   | 17 | Борьба за выживание        |
| 6   | Шицзячжуан Эвер Брайт | 14 | 4  | 5 | 5  | 18 | 21 | −3  | 17 | Борьба за выживание        |
| 7   | Циндао Хайню          | 14 | 2  | 4 | 8  | 15 | 27 | −12 | 10 | Борьба за выживание        |
| 8   | Тяньцзинь Тэда        | 14 | 0  | 3 | 11 | 8  | 30 | −22 | 3  | Борьба за выживание        |

- По ходу сезона: 1) Очки; 2) Разница голов; 3) Забитые голы.
- После сезона: 1) Очки; 2) Очки в очных встречах; 3) Пропущенные голы в личных встречах; 4) Забитые голы в личных встречах; 5) Соотношение очков резервной и молодёжной лиги[11].

#### Результаты матчей
| Дома \ На выезде      | BJS | CQ  | HBC | QDH | SSI | SJZ | TTD | WH  |
| --------------------- | --- | --- | --- | --- | --- | --- | --- | --- |
| Бэйцзин Гоань         | —   | 5:2 | 3:1 | 5:1 | 1:2 | 4:0 | 2:0 | 1:0 |
| Чунцин Лифань         | 1:2 | —   | 3:1 | 0:0 | 1:0 | 1:0 | 2:2 | 1:0 |
| Хэбэй Чайна Форчун    | 3:3 | 2:2 | —   | 3:1 | 2:0 | 2:2 | 2:0 | 3:1 |
| Циндао Хайню          | 3:3 | 0:3 | 1:2 | —   | 1:1 | 0:1 | 3:0 | 0:3 |
| Шанхай СИПГ           | 1:0 | 3:0 | 4:0 | 2:1 | —   | 1:1 | 4:1 | 2:1 |
| Шицзячжуан Эвер Брайт | 2:2 | 1:4 | 3:1 | 2:2 | 0:1 | —   | 3:0 | 1:0 |
| Тяньцзинь Тэда        | 1:3 | 1:2 | 0:1 | 0:2 | 1:3 | 1:1 | —   | 0:0 |
| Ухань Чжоэр           | 2:2 | 2:0 | 0:2 | 2:0 | 1:2 | 2:1 | 2:1 | —   |

#### Позиция после тура
| Команда ╲ Раунд       | 1           | 2 | 3 | 4 | 5 | 6 | 7 | 8 | 9 | 10 | 11 | 12 | 13 | 14 |   |
| --------------------- | ----------- | - | - | - | - | - | - | - | - | -- | -- | -- | -- | -- | - |
| Команда ╲ Раунд       | Шанхай СИПГ | 1 | 1 | 2 | 2 | 2 | 1 | 1 | 1 | 1  | 1  | 1  | 1  | 1  | 1 |
| Бэйцзин Гоань         | 3           | 2 | 1 | 1 | 1 | 2 | 2 | 2 | 2 | 2  | 2  | 2  | 2  | 2  |   |
| Чунцин Лифань         | 6           | 5 | 4 | 5 | 7 | 7 | 7 | 7 | 6 | 6  | 5  | 3  | 3  | 3  |   |
| Хэбэй Чайна Форчун    | 4           | 8 | 7 | 7 | 5 | 4 | 4 | 4 | 4 | 5  | 6  | 4  | 4  | 4  |   |
| Ухань Чжоэр           | 2           | 3 | 3 | 3 | 3 | 3 | 3 | 3 | 3 | 4  | 4  | 6  | 6  | 5  |   |
| Шицзячжуан Эвер Брайт | 4           | 4 | 4 | 4 | 4 | 6 | 6 | 5 | 5 | 3  | 3  | 5  | 5  | 6  |   |
| Циндао Хайню          | 8           | 7 | 6 | 6 | 6 | 5 | 5 | 6 | 7 | 7  | 7  | 7  | 7  | 7  |   |
| Тяньцзинь Тэда        | 7           | 6 | 8 | 8 | 8 | 8 | 8 | 8 | 8 | 8  | 8  | 8  | 8  | 8  |   |

#### Результаты по турам
| Команда ╲ Раунд       | 1             | 2 | 3 | 4 | 5 | 6 | 7 | 8 | 9 | 10 | 11 | 12 | 13 | 14 |  |
| --------------------- | ------------- | - | - | - | - | - | - | - | - | -- | -- | -- | -- | -- |  |
| Команда ╲ Раунд       | Бэйцзин Гоань | В | В | В | В | Н | П | Н | В | Н  | В  |    |    |    |  |
| Чунцин Лифань         | П             | Н | Н | Н | П | В | П | П | В | В  |    |    |    |    |  |
| Хэбэй Чайна Форчун    | Н             | П | Н | П | В | В | В | П | В | П  |    |    |    |    |  |
| Циндао Хайню          | П             | Н | Н | Н | Н | В | П | П | П | П  |    |    |    |    |  |
| Шанхай СИПГ           | В             | В | Н | В | Н | В | В | В | П | В  |    |    |    |    |  |
| Шицзячжуан Эвер Брайт | Н             | Н | П | В | Н | П | Н | В | В | В  |    |    |    |    |  |
| Тяньцзинь Тэда        | П             | Н | П | П | П | П | П | П | П | П  |    |    |    |    |  |
| Ухань Чжоэр           | В             | П | В | П | В | П | В | В | Н | П  |    |    |    |    |  |

## Борьба за чемпионство

### Четвертьфинал
| Команда 1          | Итог           | Команда 2          | 1-й матч | 2-й матч       |
| ------------------ | -------------- | ------------------ | -------- | -------------- |
| Хэбэй Чайна Форчун | 1 – 7          | Гуанчжоу Эвергранд | 1-3      | 0-4            |
| Шаньдун Лунэн      | 3 – 4          | Бэйцзин Гоань      | 2-2      | 1-2            |
| Шанхай Шэньхуа     | 1 – 1 (4–5 п.) | Шанхай СИПГ        | 0-0      | 1-1 (доп. вр.) |
| Чунцин Дандаи      | 1 – 2          | Цзянсу Сунин       | 1-1      | 0-1            |

#### Первые матчи
| Хэбэй Чайна Форчун | 1 – 3 | Гуанчжоу Эвергранд                                  |
| ------------------ | ----- | --------------------------------------------------- |
| - Ин Хонбо 37′     |       | - У Шаоцон 64′ - Элкесон 86′ (пен.) - Веи Шыхао 90′ |

| Шаньдун Лунэн                  | 2 – 2 | Бэйцзин Гоань             |
| ------------------------------ | ----- | ------------------------- |
| - Пелле 24′ - Джин Джиндао 36′ |       | - Бакамбу 48′ (пен.), 68′ |

| Шанхай Шэньхуа | 0 – 0 | Шанхай СИПГ |
| -------------- | ----- | ----------- |
|                |       |             |

| Чунцин Лифань   | 1 – 1 | Цзянсу Сунин |
| --------------- | ----- | ------------ |
| Алан Кардец 72′ |       | Теишеира 6′  |

#### Ответные матчи
| Гуанчжоу Эвергранд                                      | 5 – 0 | Хэбэй Чайна Форчун |
| ------------------------------------------------------- | ----- | ------------------ |
| - Талиска 26′, 61′ - Фернанджиню 35′, 55′ - Паулиню 79′ |       |                    |

| Бэйцзин Гоань     | 2 – 1 | Шаньдун Лунэн |
| ----------------- | ----- | ------------- |
| Жан Юнин 18′, 74′ |       | Моизэш 14′    |

| Шанхай СИПГ                                                  | 1 – 1 (доп. вр.) | Шанхай Шэньхуа                                                     |
| ------------------------------------------------------------ | ---------------- | ------------------------------------------------------------------ |
| Халк 54′ (пен.)                                              |                  | Сун Шылин 90′                                                      |
| Пенальти                                                     |                  |                                                                    |
| - Халк - Арон Мой - Лю Венджун - Мирахметян Музеппер - Оскар | 5–4              | - Джованни Морено - Миллер Боланёс - Цао Юндин - Ян Сю - Сун Шылин |

| Цзянсу Сунин    | 1 – 0 | Чунцин Лифань |
| --------------- | ----- | ------------- |
| Иван Сантини 7′ |       |               |

### Полуфинал
| Команда 1     | Итог | Команда 2          | 1-й матч | 2-й матч       |
| ------------- | ---- | ------------------ | -------- | -------------- |
| Бэйцзин Гоань | 1-3  | Гуанчжоу Эвергранд | 0–0      | 1–3            |
| Цзянсу Сунин  | 3-2  | Шанхай СИПГ        | 1–1      | 2–1 (доп. вр.) |

#### Первые матчи
| Бэйцзин Гоань | 0 – 0 | Гуанчжоу Эвергранд |
| ------------- | ----- | ------------------ |
|               |       |                    |

| Цзянсу Сунин       | 1 – 1 | Шанхай СИПГ         |
| ------------------ | ----- | ------------------- |
| Алекс Теишеира 54′ |       | Жан Чхен 80′ (авт.) |

#### Ответные матчи
| Гуанчжоу Эвергранд                      | 3 – 1 | Бэйцзин Гоань  |
| --------------------------------------- | ----- | -------------- |
| - Талиска 38′ (пен.) - Паулиню 55′, 80′ |       | - Жан Юнин 60′ |

| Шанхай СИПГ     | 1–2 (доп. вр.) | Цзянсу Сунин               |
| --------------- | -------------- | -------------------------- |
| - Ян Шыюань 24′ |                | - У Си 77′ - Луо Джин 106′ |

### Плей-офф за 5-8 места
| Команда 1          | Итог          | Команда 2     | 1-й матч | 2-й матч       |
| ------------------ | ------------- | ------------- | -------- | -------------- |
| Хэбэй Чайна Форчун | 5-8           | Шаньдун Лунэн | 2–2      | 3–6 (доп. вр.) |
| Шанхай Шэньхуа     | 3–3 (9–10 п.) | Чунцин Дандаи | 3–1      | 0–2 (доп. вр.) |

#### Первые матчи
| Хэбэй Чайна Форчун                              | 2 – 2 | Шаньдун Лунэн                        |
| ----------------------------------------------- | ----- | ------------------------------------ |
| - Мохамед Буя Турай 14′ - Дин Хаифен 27′ (пен.) |       | - Рожер Гэдэш 44′ (пен.), 73′ (пен.) |

| Шанхай Шэньхуа                                   | 3 – 1 | Чунцин Дандаи        |
| ------------------------------------------------ | ----- | -------------------- |
| - Миллер Боланёс 28′, 57′ - Ю Ханчхао 89′ (пен.) |       | - Марсело Сирино 77′ |

#### Ответные матчи
| Шаньдун Лунэн                                                                       | 6–3 (доп. вр.) | Хэбэй Чайна Форчун                          |
| ----------------------------------------------------------------------------------- | -------------- | ------------------------------------------- |
| - Моизэс 18′ - Рожер Гэдэш 78′, 97′ - Дуань Лиую 100′ - Пеллэ 102′ - Гуо Тянъю 114′ |                | - Мохамед Буя Турай 21′, 71′ - Ляо Вей 107′ |

| Чунцин Дандаи | 2–0 (доп. вр.) | Шанхай Шэньхуа |
| --- | -------------- | --- |
| - Марсело Синино 62′ - Алан Кардец 64′                                                                                            |                | |
| Пенальти |                | |
| - Алан Кардец - Фернандинё - Ин Цоняо - Марсело Сирино - Юань Минчхен - Марсинё - Лю Ле - Дон Хонлинь - Ден Сиаофеи - Алан Кардец | 10–9           | - Миллер Боланёс - Пен Синли - Ю Ханчао - Баи Джиаджун - Жу Баоджие - Александер Ндумбу - Вен Джиаобао - Едди Франсис - Ма Жен - Миллер Боланёс |

### Плей-офф за 7-8 места
| Команда 1      | Итог | Команда 2          | 1-й матч | 2-й матч |
| -------------- | ---- | ------------------ | -------- | -------- |
| Шанхай Шэньхуа | 5-1  | Хэбэй Чайна Форчун | 4-1      | 1-0      |

#### Первый матч
| Шанхай Шэньхуа | 4 – 1 | Хэбэй Чайна Форчун |
| -------------- | ----- | ------------------ |
|                |       |                    |

#### Ответный матч
| Хэбэй Чайна Форчун | 0 – 1 | Шанхай Шэньхуа |
| ------------------ | ----- | -------------- |
|                    |       |                |

### Плей-офф за 5-6 места
| Команда 1     | Итог         | Команда 2     | 1-й матч | 2-й матч       |
| ------------- | ------------ | ------------- | -------- | -------------- |
| Чунцин Дандаи | 5-5 (3–4 п.) | Шаньдун Лунэн | 4-3      | 1-2 (доп. вр.) |

#### Первый матч
| Чунцин Дандаи | 4 – 3 | Шаньдун Лунэн |
| ------------- | ----- | ------------- |
|               |       |               |

#### Ответный матч
| Шаньдун Лунэн                 | 2 – 1 (доп. вр.) | Чунцин Дандаи                           |
| ----------------------------- | ---------------- | --------------------------------------- |
|                               |                  |                                         |
| Пенальти                      |                  |                                         |
| Забит · Забит · Забит · Забит | 4–3              | Забит · Забит · Забит · Промах · Промах |

### Плей-офф за 3-4 места
| Команда 1   | Итог | Команда 2     | 1-й матч | 2-й матч |
| ----------- | ---- | ------------- | -------- | -------- |
| Шанхай СИПГ | 2-3  | Бэйцзин Гоань | 1-2      | 1-1      |

#### Первый матч
| Шанхай СИПГ | 1 – 2 | Бэйцзин Гоань |
| ----------- | ----- | ------------- |
|             |       |               |

#### Ответный матч
| Бэйцзин Гоань | 1 – 1 | Шанхай СИПГ |
| ------------- | ----- | ----------- |
|               |       |             |

### Финал
| Команда 1    | Итог | Команда 2          | 1-й матч | 2-й матч |
| ------------ | ---- | ------------------ | -------- | -------- |
| Цзянсу Сунин | 2-1  | Гуанчжоу Эвергранд | 0-0      | 2-1      |

#### Первый матч
| Цзянсу Сунин | 0 – 0 | Гуанчжоу Эвергранд |
| ------------ | ----- | ------------------ |
|              |       |                    |

#### Ответный матч
| Гуанчжоу Эвергранд | 1 – 2 | Цзянсу Сунин |
| ------------------ | ----- | ------------ |
|                    |       |              |

## Борьба за выживание

### Плей-офф за 9-16 места
| Команда 1      | Итог | Команда 2             | 1-й матч | 2-й матч |
| -------------- | ---- | --------------------- | -------- | -------- |
| Тяньцзинь Тэда | 3-1  | Шэньчжэнь             | 2-0      | 1-1      |
| Далянь Про     | 3-2  | Шицзячжуан Эвер Брайт | 1-2      | 2-0      |
| Хэнань Цзянье  | 2-1  | Ухань Чжоэр           | 1-0      | 1-1      |
| Циндао Хуанхай | 1-2  | Гуанчжоу Фули         | 0-0      | 1-2      |

#### Первые матчи
| Тяньцзинь Тэда         | 2 – 0 | Шэньчжэнь |
| ---------------------- | ----- | --------- |
| Франк Ачэампон 3′, 50′ |       |           |

| Далянь Про       | 1 – 2 | Шицзячжуан Эвер Брайт             |
| ---------------- | ----- | --------------------------------- |
| - Сун Гуовен 10′ |       | - Стоппила Сунзу 30′ - Матэуш 80′ |

| Хэнань Цзянье      | 1 – 0 | Ухань Чжоэр |
| ------------------ | ----- | ----------- |
| Енрике Доураду 30′ |       |             |

| Циндао Хуанхай | 0 – 0 | Гуанчжоу Фули |
| -------------- | ----- | ------------- |
|                |       |               |

#### Ответные матчи
| Шэньчжэнь     | 1 – 1 | Тяньцзинь Тэда     |
| ------------- | ----- | ------------------ |
| Джон Мери 27′ |       | Феликс Бастянс 74′ |

| Шицзячжуан Эвер Брайт | 0 – 2 | Далянь Про                       |
| --------------------- | ----- | -------------------------------- |
|                       |       | - Лин Лянмин 20′ - Ван Яопен 44′ |

| Ухань Чжоэр           | 1 – 1 | Хэнань Цзянье  |
| --------------------- | ----- | -------------- |
| Обафеми Мартинс 90+2′ |       | Ван Чанюан 24′ |

| Гуанчжоу Фули                            | 2 – 1 | Циндао Хуанхай     |
| ---------------------------------------- | ----- | ------------------ |
| - Миежейевски 71′ - Ричаиро Живкович 78′ |       | - Ягош Вукович 88′ |

### Плей-офф за 9-12 места
| Команда 1     | Итог | Команда 2      | 1-й матч | 2-й матч |
| ------------- | ---- | -------------- | -------- | -------- |
| Далянь Про    | 2-3  | Тяньцзинь Тэда | 0–2      | 2–1      |
| Гуанчжоу Фули | 3-5  | Хэнань Цзянье  | 1–2      | 2–3      |

#### Первые матчи
| Далянь Про | 0 – 2 | Тяньцзинь Тэда          |
| ---------- | ----- | ----------------------- |
|            |       | Франк Ачэампон 11′, 41′ |

| Гуанчжоу Фули            | 1 – 2 | Хэнань Цзянье                      |
| ------------------------ | ----- | ---------------------------------- |
| - Адриан Миежейевски 29′ |       | - Фен Босуан 32′ - Ван Шанюань 69′ |

#### Ответные матчи
| Тяньцзинь Тэда | 1 – 2 | Далянь Про                             |
| -------------- | ----- | -------------------------------------- |
| - Сон Юан 77′  |       | - Лин Лянмин 19′ - Еммануел Боатен 43′ |

| Хэнань Цзянье                                                         | 3 – 2 | Гуанчжоу Фули                    |
| --------------------------------------------------------------------- | ----- | -------------------------------- |
| - Кристиян Бассогог 41′ (пен.) - Луо Син 76′ - Фернандо Каранга 90+1′ |       | - Йэ Чугуи 11′ - Душко Тошич 68′ |

### Плей-офф за 13-16 места
| Команда 1   | Итог         | Команда 2             | 1-й матч | 2-й матч       |
| ----------- | ------------ | --------------------- | -------- | -------------- |
| Шэньчжэнь   | 3-2          | Шицзячжуан Эвер Брайт | 1–0      | 2–2            |
| Ухань Чжоэр | 3–3 (4–5 п.) | Циндао Хуанхай        | 2–1      | 1–2 (доп. вр.) |

#### Первые матчи
| Шэньчжэнь       | 1 – 0 | Шицзячжуан Эвер Брайт |
| --------------- | ----- | --------------------- |
| Джон Мери 90+1′ |       |                       |

| Ухань Чжоэр                                | 2 – 1 | Циндао Хуанхай           |
| ------------------------------------------ | ----- | ------------------------ |
| - Жан Эврар Куасси 7′ - Даниел Каррису 57′ |       | - Ромен Алессандрини 72′ |

#### Ответные матчи
| Шицзячжуан Эвер Брайт     | 2 – 2 | Шэньчжэнь                                |
| ------------------------- | ----- | ---------------------------------------- |
| - Мурики 45′ - Матэуш 56′ |       | - Аролд Пресиадо 29′ - Ян Юнь 79′ (авт.) |

| Циндао Хуанхай                                                                 | 2–1 (доп. вр.) | Ухань Чжоэр                                                           |
| ------------------------------------------------------------------------------ | -------------- | --------------------------------------------------------------------- |
| - Ромен Алессандрини 29′ - Жу Джяньрон 71′                                     |                | - Лю Юнь 15′                                                          |
| Пенальти                                                                       |                |                                                                       |
| - Ягош Вукович - Жу Джяньрон - Яо Дзяншань - Жозеф Минала - Ромен Алессандрини | 5–4            | - Яо Ханлин - Даниел Каррису - Цон Жен - Обафеми Мартинс - Хан Пенфеи |

### Плей-офф за 9-10 места
| Команда 1     | Итог | Команда 2      | 1-й матч | 2-й матч      |
| ------------- | ---- | -------------- | -------- | ------------- |
| Хэнань Цзянье | 2-1  | Тяньцзинь Тэда | 0-0      | 2-1(доп. вр.) |

#### Первый матч
| Хэнань Цзянье | 0 – 0 | Тяньцзинь Тэда |
| ------------- | ----- | -------------- |
|               |       |                |

#### Ответный матч
| Тяньцзинь Тэда | 1 – 2 (доп. вр.) | Хэнань Цзянье |
| -------------- | ---------------- | ------------- |
|                |                  |               |

### Плей-офф за 11-12 места
| Команда 1     | Итог | Команда 2  | 1-й матч | 2-й матч      |
| ------------- | ---- | ---------- | -------- | ------------- |
| Гуанчжоу Фули | 4-3  | Далянь Про | 0-3      | 4-0(доп. вр.) |

#### Первый матч
| Гуанчжоу Фули | 0 – 3 | Далянь Про |
| ------------- | ----- | ---------- |
|               |       |            |

#### Ответный матч
| Далянь Про | 0 – 4 (доп. вр.) | Гуанчжоу Фули |
| ---------- | ---------------- | ------------- |
|            |                  |               |

### Плей-офф за 13-14 места
| Команда 1      | Итог | Команда 2    | 1-й матч | 2-й матч |
| -------------- | ---- | ------------ | -------- | -------- |
| Циндао Хуанхай | 1-4  | Шэньчжэнь ФК | 0-2      | 1-2      |

#### Первый матч
| Циндао Хуанхай | 0 – 2 | Шэньчжэнь ФК |
| -------------- | ----- | ------------ |
|                |       |              |

#### Ответный матч
| Шэньчжэнь ФК | 2 – 1 | Циндао Хуанхай |
| ------------ | ----- | -------------- |
|              |       |                |

### Плей-офф за 15-16 места
| Команда 1   | Итог | Команда 2             | 1-й матч | 2-й матч |
| ----------- | ---- | --------------------- | -------- | -------- |
| Ухань Чжоэр | 2-1  | Шицзячжуан Эвер Брайт | 0-0      | 2-1      |

#### Первый матч
| Ухань Чжоэр | 0 – 0 | Шицзячжуан Эвер Брайт |
| ----------- | ----- | --------------------- |
|             |       |                       |

#### Ответный матч
| Шицзячжуан Эвер Брайт | 1 – 2 | Ухань Чжоэр |
| --------------------- | ----- | ----------- |
|                       |       |             |

## Плей-офф повышения-вылета
| Команда 1        | Итог | Команда 2   | 1-й матч | 2-й матч |
| ---------------- | ---- | ----------- | -------- | -------- |
| Чжэцзян Гринтаун | 2-3  | Ухань Чжоэр | 2-2      | 0-1      |

#### Первый матч
| Чжэцзян Гринтаун                              | 2 – 2 | Ухань Чжоэр                           |
| --------------------------------------------- | ----- | ------------------------------------- |
| - Няша Мушекви 55′ - Дино Ндлову 90+9′ (пен.) |       | - ЛИ Хан 14′ - Жан Эврар Куасси 45+5′ |

#### Ответный матч
| Ухань Чжоэр       | 1 – 0 | Чжэцзян Гринтаун |
| ----------------- | ----- | ---------------- |
| ЛИ Хан 23′ (пен.) |       |                  |

## Общая таблица
| Поз | Команда               | И  | В  | Н | П  | МЗ | МП | РМ  | О  | Квалификация или выбывание                                                |
| --- | --------------------- | -- | -- | - | -- | -- | -- | --- | -- | ------------------------------------------------------------------------- |
| 1   | Цзянсу Сунин (Ч)      | 20 | 10 | 8 | 2  | 30 | 19 | +11 | 38 | Расформирован                                                             |
| 2   | Гуанчжоу Эвергранд    | 20 | 14 | 3 | 3  | 44 | 16 | +28 | 45 | Выход в групповой этап Лиги чемпионов АФК 2021                            |
|     |                       |    |    |   |    |    |    |     |    |                                                                           |
| 3   | Бэйцзин Гоань         | 20 | 10 | 7 | 3  | 44 | 27 | +17 | 37 | Выход в групповой этап Лиги чемпионов АФК 2021                            |
| 4   | Шанхай СИПГ           | 20 | 10 | 6 | 4  | 31 | 18 | +13 | 36 | Выход в квалификационный раунд Лиги чемпионов АФК 2021                    |
|     |                       |    |    |   |    |    |    |     |    |                                                                           |
| 5   | Шаньдун Лунэн         | 20 | 9  | 5 | 6  | 35 | 25 | +10 | 32 |                                                                           |
| 6   | Чунцин Лифань         | 20 | 9  | 4 | 7  | 31 | 29 | +2  | 31 |                                                                           |
|     |                       |    |    |   |    |    |    |     |    |                                                                           |
| 7   | Шанхай Шэньхуа        | 20 | 8  | 8 | 4  | 25 | 20 | +5  | 32 |                                                                           |
| 8   | Хэбэй Чайна Форчун    | 20 | 7  | 4 | 9  | 32 | 44 | −12 | 25 |                                                                           |
|     |                       |    |    |   |    |    |    |     |    |                                                                           |
| 9   | Хэнань Цзянье         | 20 | 5  | 5 | 10 | 23 | 38 | −15 | 20 |                                                                           |
| 10  | Тяньцзинь Тэда        | 20 | 2  | 5 | 13 | 15 | 35 | −20 | 11 |                                                                           |
|     |                       |    |    |   |    |    |    |     |    |                                                                           |
| 11  | Гуанчжоу Фули         | 20 | 6  | 4 | 10 | 23 | 37 | −14 | 22 |                                                                           |
| 12  | Далянь Про            | 20 | 5  | 5 | 10 | 26 | 31 | −5  | 20 |                                                                           |
|     |                       |    |    |   |    |    |    |     |    |                                                                           |
| 13  | Шэньчжэнь             | 20 | 8  | 4 | 8  | 28 | 26 | +2  | 28 |                                                                           |
| 14  | Циндао Хайню          | 20 | 3  | 5 | 12 | 20 | 36 | −16 | 14 |                                                                           |
|     |                       |    |    |   |    |    |    |     |    |                                                                           |
| 15  | Ухань Чжоэр (П/О)     | 20 | 7  | 4 | 9  | 22 | 22 | 0   | 25 | Плей-офф                                                                  |
| 16  | Шицзячжуан Эвер Брайт | 20 | 5  | 7 | 8  | 23 | 29 | −6  | 22 | Сохранил место в связи с отказом или финансовыми проблемами других команд |

- По ходу сезона: 1) Очки; 2) Разница голов; 3) Забитые голы.
- После сезона: 1) Очки; 2) Очки в очных встречах; 3) Пропущенные голы в личных встречах; 4) Забитые голы в личных встречах; 5) Соотношение очков резервной и молодёжной лиги[11].
(Ч) Чемпион; (П/О) Победитель плей-офф

## Статистика чемпионата
| Место | Игрок           | Клуб                      | Голы |
| ----- | --------------- | ------------------------- | ---- |
| 1     | Маруан Феллайни | Шаньдун Лунэн Тайшань     | 3    |
| 2     | Энрике Дорадо   | Хэнань Цзянье             | 2    |
| 2     | Рикардо Лопес   | Шанхай СИПГ               | 2    |
| 2     | Вэй Шихао       | Гуанчжоу Эвергранд Таобао | 2    |
| 5     | 18 игроков      | 18 игроков                | 1    |

| Место | Игрок      | Клуб                  | Передачи |
| ----- | ---------- | --------------------- | -------- |
| 1     | Иво        | Хэнань Цзянье         | 2        |
| 1     | Мойзес     | Шаньдун Лунэн Тайшань | 2        |
| 3     | 14 игроков | 14 игроков            | 1        |

### Хет-трики
| Игрок           | Команда               | Соперник   | Результат | Дата         | Источник |
| --------------- | --------------------- | ---------- | --------- | ------------ | -------- |
| Маруан Феллайни | Шаньдун Лунэн Тайшань | Далянь Про | 2-3 (Г)   | 26 июля 2020 | [ 14 ]   |